# Sumbiarsteinur
Sumbiarsteinur o Munkurin es el punto más meridional de las Islas Feroe, una región autónoma de Dinamarca. Munkurin es una roca 11 metros de alto, también conocida como Sumbiarsteinur. La roca es una de un grupo de islotes, llamados Flesjarnar, 5 km al sur de la isla Suðuroy en las Islas Feroe. El espacio entre Flesjarnar (los scerries) y Suðuroy es conocido por su fuerte corriente. 
Flesjarnar son un grupo de rocas, situada a 5 km al sur de Akraberg en Suðuroy. Las rocas son los siguientes:
- Sumbiarfles, 4 metros de altura (el más cercano a la tierra)
- Miðjufles, 4 metros de alto (la palabra  miðju significa en el medio)
- Bøllufles, 6 metros de alto (dos rocas)
- Stórafles, 7 metros de altura (Stora significa grande)
- Munkurin o Sumbiarsteinur, 11 metros de altura.